# Martin von Dunin

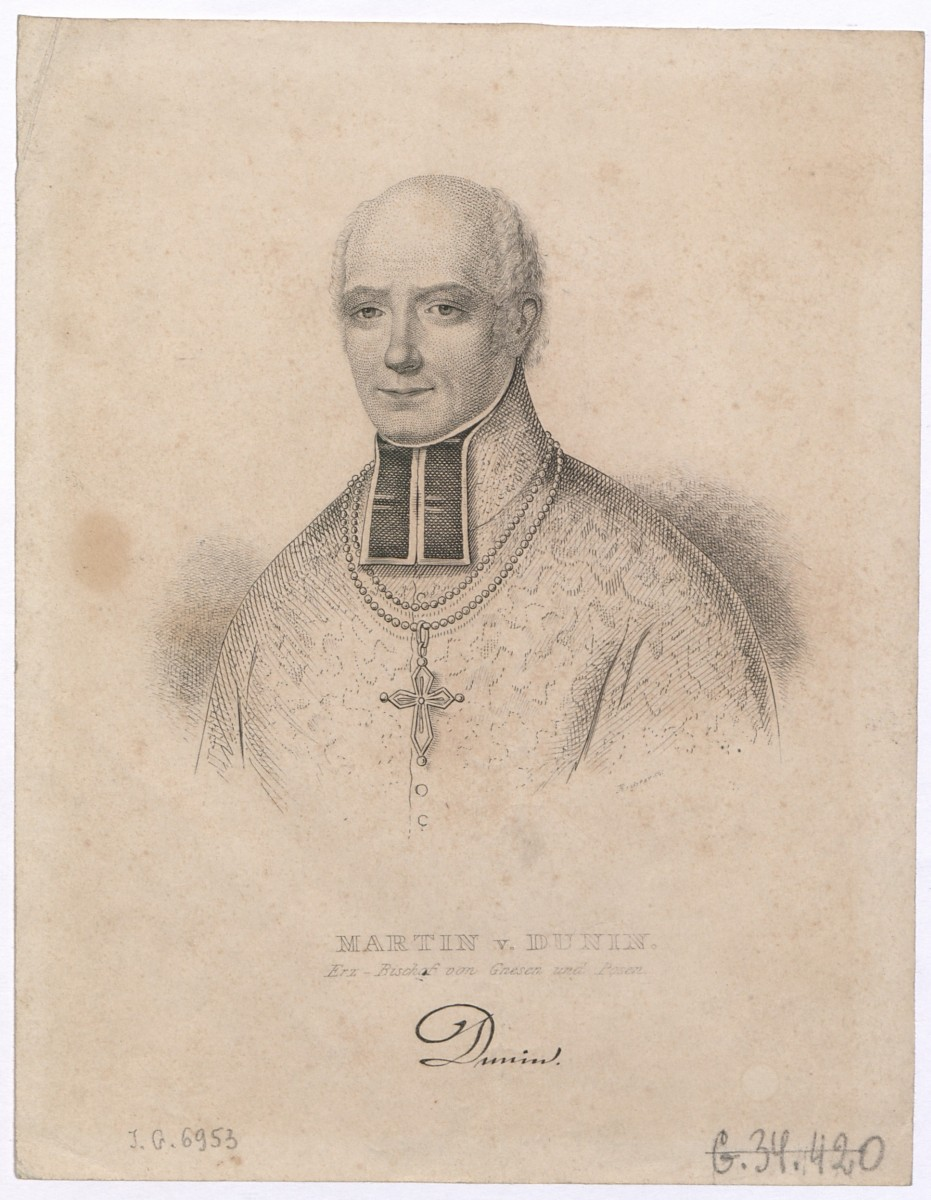
Porträt des Erzbischofs mit Signatur

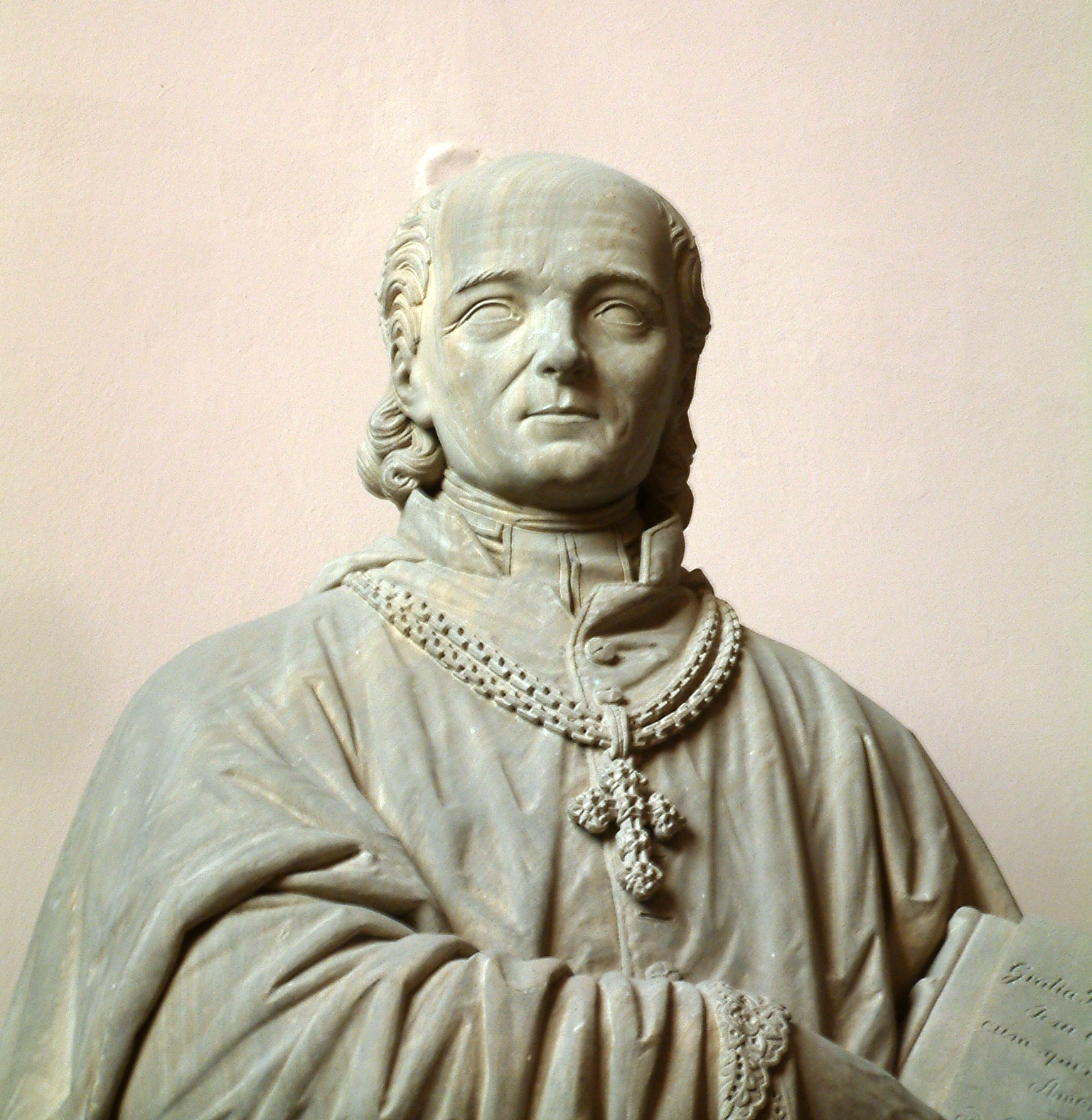
Statue des Primas Dunin im Posener Dom

Martin von Dunin, polnisch Marcin Dunin, Marcin Dunin-Sulgustowski (* 11. November 1774 in Wał bei Rawa Mazowiecka, Polen; † 26. Dezember 1842 in Posen) war der Erzbischof von Gnesen und Posen sowie Primas von Polen.

## Leben und Werk
Martin von Dunin wurde in der Jesuitenschule zu Rawa Mazowiecka und im Collegium Germanicum zu Rom ausgebildet, wurde 1808 Kanonikus bei der Metropolitankirche zu Gnesen, 1824 Konsistorial- und Schulrat in Posen und 1831 Erzbischof. Als das Breve Pius’ VIII. vom 25. März 1830, die gemischten Ehen betreffend, 1835 die Streitigkeiten mit dem Erzbischof Droste-Vischering von Köln hervorrief, richtete Dunin im Januar 1837 an den Minister der geistlichen Angelegenheiten und dann an den König die Bitte, auch in seiner Erzdiözese das päpstliche Breve veröffentlichen zu dürfen, wurde jedoch abgewiesen. Kaum aber war die päpstliche Allokution vom 10. Dezember 1837 über die Wegführung des Erzbischofs von Köln ergangen, als Dunin in einem Hirtenbrief vom 27. Februar 1838 jedem Geistlichen mit Amtsentsetzung drohte, welcher eine gemischte Ehe einsegnen würde, ohne vorher von den Brautleuten das Versprechen erhalten zu haben, dass ihre Kinder in der katholischen Religion erzogen werden sollten, und ohne sich die Überzeugung verschafft zu haben, dass der katholische Teil der Hoffnung sei, den nichtkatholischen zu seiner Kirche zurückzuführen. Als die hierauf mit dem Erzbischof gepflogenen Unterhandlungen zu keinem friedlichen Resultat führten, erklärte ein Ministerialreskript den Erlass des Hirtenbriefs für eine Überschreitung der erzbischöflichen Amtsgewalt und eröffnete gegen den Erzbischof einen Kriminalprozess. Eine friedliche Ausgleichung, die der König persönlich versuchte, kam nicht zustande, und so wurde Dunin am 24. April vom Oberlandesgericht zu Posen zum Verlust seiner Würden und zu sechs Monaten Festungsstrafe verurteilt. Der König erließ ihm die letztere unter der Bedingung, dass er ruhig in Berlin wohne, mit Beibehaltung seines vollen Gehalts. Dunin nahm zwar diese Begnadigung mit ihren Bedingungen an, entfernte sich jedoch am 3. Oktober 1839 heimlich aus Berlin nach Posen und trat hier sogleich wieder als Erzbischof auf. Von neuem verhaftet und nach Kolberg geführt, blieb er daselbst in Haft bis zum August 1840, als ihm Friedrich Wilhelm IV. gegen gewisse Erklärungen die Rückkehr in seine Diözese gestattete. Kurze Zeit nachher wies Dunin den Klerus an, von der Forderung der üblichen Versprechungen bei gemischten Ehen abzustehen und bei bereits eingegangenen gemischten Ehen nach dem Gemütszustand des katholischen Ehegatten zu beurteilen, ob ihm die Sakramente zu verweigern seien oder nicht.
Dunin wurde mit dem Schwarzen Adlerorden ausgezeichnet.

## Werke
- Wilhelm von Schütz; Martin von Dunin: Ueber die preussische Rechtsansicht wegen der gemischten Ehen. Beigefügtes Werk: Nebst Rechtfertigung des Herrn v. Dunin auf die von der königl. Regierung in Berlin durch die Staatszeitung vom 31. Dezember 1838 veröffentlichte Erklärung. Regensburg: Manz, 1839
- Martin von Dunin und Franz Pohl: Erzbischof von Gnesen und Posen: eine biographische und kirchenhistorische Skizze. Marienburg: Dormann 1843. Posen: W. Stefański, 1850.
- Martin von Dunin: Książka do nabożeństwa z polecenia najprzewielebniejszego śp. arcybiskupa Dunina dla wszystkich katolików szczególniej zaś dla wygody katolików Archidiecezyi Poznańskiéj i Gnieźnieńskiéj. 2. Auflage. 1850.
- Martin von Dunin: Książka do nabożeństwa dla wszystkich katolików, szczególniéj zaś dla wygody katolików archidyecezyi gnieźnieńskiéj i poznańskiéj / z polecenia najprzewielebniejszego arcybiskupa Dunin ułożone. Leszno: E. Günther 1853.
- Martin von Dunin: Książka do nabożeństwa dla wszystkich katolików, szczególniéj zaś dla wygody katolików archidyecezyi gnieźnieńskiéj i poznańskiéj z polecenia najprzewielebniejszego X. arcy-biskupa Dunina ułożona, na nowo z rozkazu najprzewielebniejszego arcy-biskupa X. Leona Przyłuskiego przejrzana. Gnesen: J. B. Lange 1861.
- Martin von Dunin: Książka do nabożeństwa dla wszystkich katolików, szczególniéj zaś dla wygody katolików archidyecezyi gnieźnieńskiéj i poznańskiéj / z polecenia najprzewielebniejszego X. arcy-biskupa Dunina ułożona, na nowo z rozkazu najprzewielebniejszego arcy-biskupa X. Leona Przyłuskiego przejrzana. Gnesen: J. B. Lange 1864.
- Martin von Dunin: Książka do nabożeństwa dla wszystkich katolików / ułożona podług książki wydanéj z polecenia Najprzewielbniejszego Arcy-biskupa Dunina. Tschenstochau: Kohn und Oderfeld 1887.
- Martin von Dunin: Nowy pana naszego Jezusa Chrystusa Testament z łacińskiego na język kpolski prezełożony przez Jakóba Wujka. Posen: Nakł. Ksiegarni Katolickiej 1888.